# Famille de Reiset
Pour les articles homonymes, voir Reiset.
 (août 2024).
La famille de Reiset est une famille alsacienne.
La branche de cette famille qui a été titrée en 1813 est éteinte depuis 1968.[réf. nécessaire]

## Histoire
La famille de Reiset est fait chevalier en 1810, baron en 1813, vicomte en 1822 et comte en 1842.

## Personnalités
- François-Xavier Reiset de Rosheim (-1793), bailli d'Oberontzheim, directeur de la monnaie de Strasbourg ;
- Jean-Jacques de Reiset (1730-1804), conseiller du roi, subdélégué de l'intendant d'Alsace, avocat au Conseil souverain d'Alsace, maître général des eaux et forêts d'Alsace, receveur général des finances du Haut-Rhin ;
- Jacques Louis Étienne de Reiset (1771-1835), ingénieur des ponts et chaussées, receveur général des finances, régent de la Banque de France ;
- Marie Antoine de Reiset (1775-1836), lieutenant-général des armées du roi ;
- François-Philibert de Reiset (1778-1838), payeur et receveur généra de la Guadeloupe, inspecteur général du trésor public aux armées d'Espagne ;
- Frédéric Reiset (1815-1891), collectionneur d'art, historien de l'Art, conservateur des Peintures, des Dessins et de la Chalcographie du musée du Louvre, directeur général des Musées nationaux ;
- Jules Reiset (1818-1896), chimiste agronome , député de la Seine-Inférieure de 1859 à 1863, membre de l'Académie des sciences ;
- Gustave de Reiset (1821-1905), diplomate et écrivain, conseiller général de l'Eure ;
- Clémence de Reiset (1828-1907), compositrice connue sous le nom de Mme de Grandval ;
- Frédéric de Reiset (1852-1926), banquier, directeur de la succursale de la Banque de France de Lorient ;
- Tony-Henri-Auguste de Reiset (1858-1925), historien et homme de lettres.

## Galerie

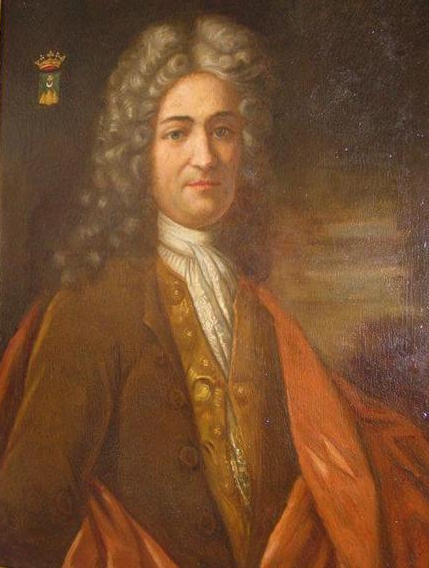
Portrait de Claude Reiset.
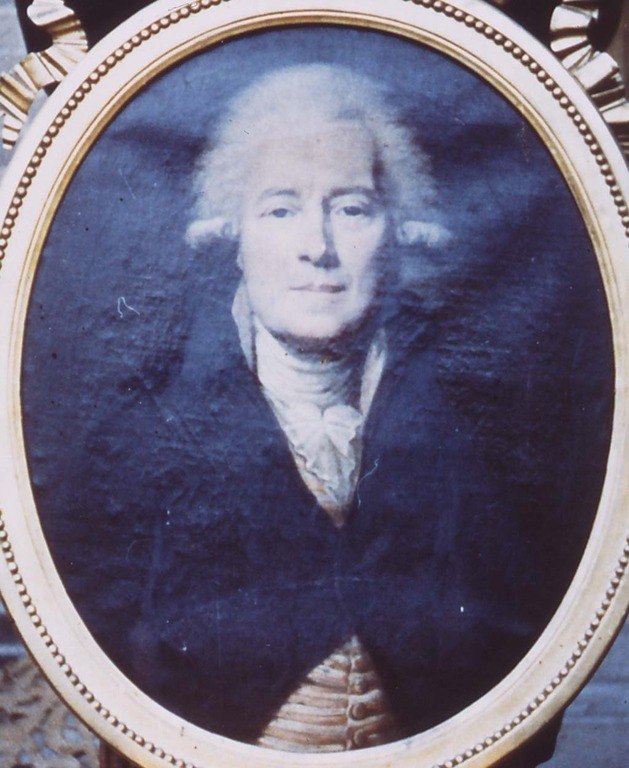
Portrait de Jean-Jacques Reiset.
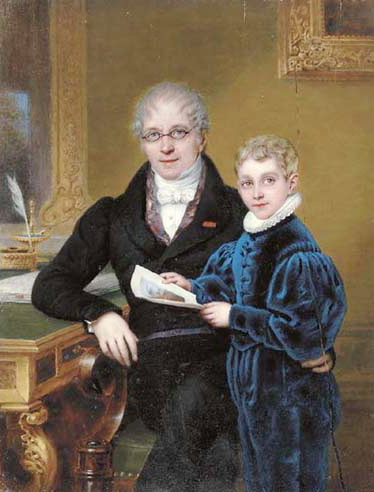
Portrait de Jacques de Reiset.
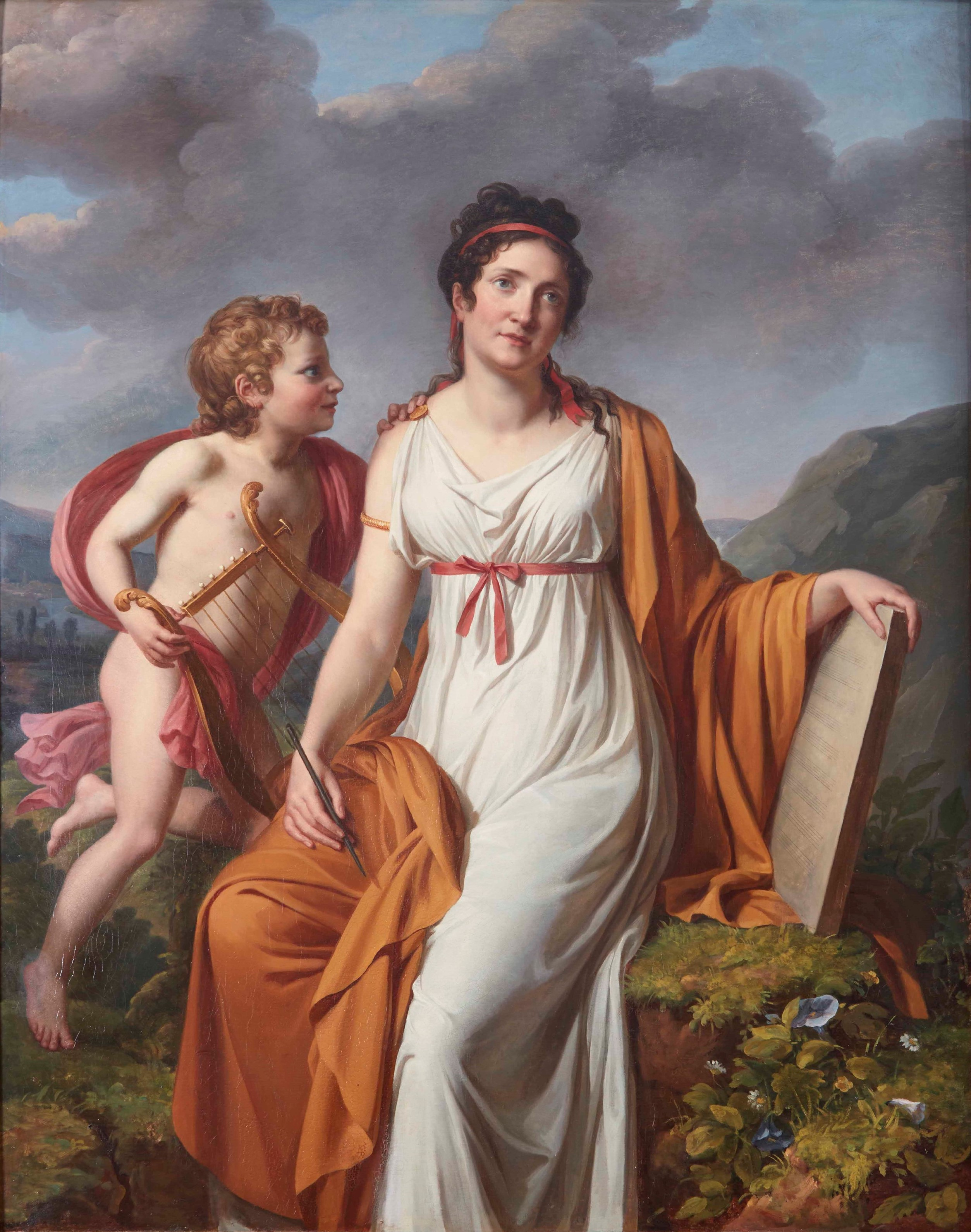
Portrait de Madame de Reiset d'Arques en Sappho, vers 1795
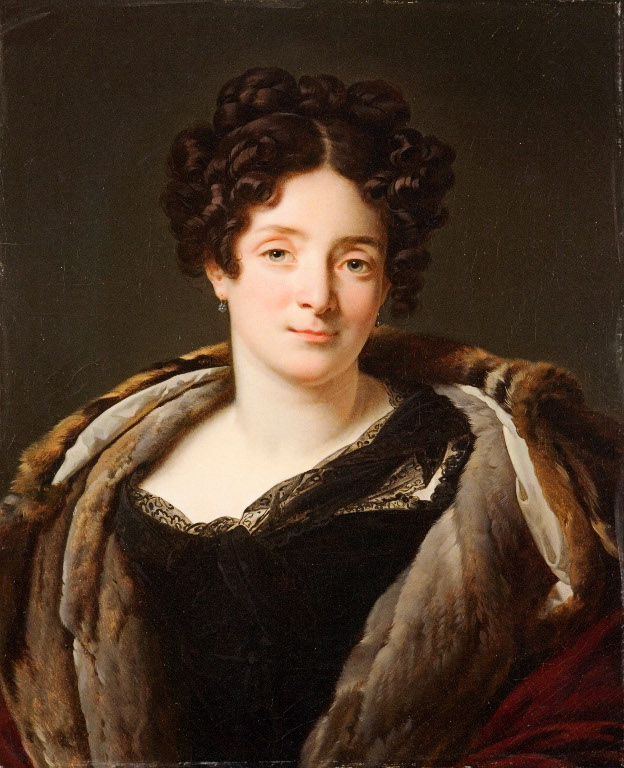
Portrait de Colette Désirée Thérèse Godefroy de Suresnes, épouse de Jacques-Louis-Étienne de Reiset.
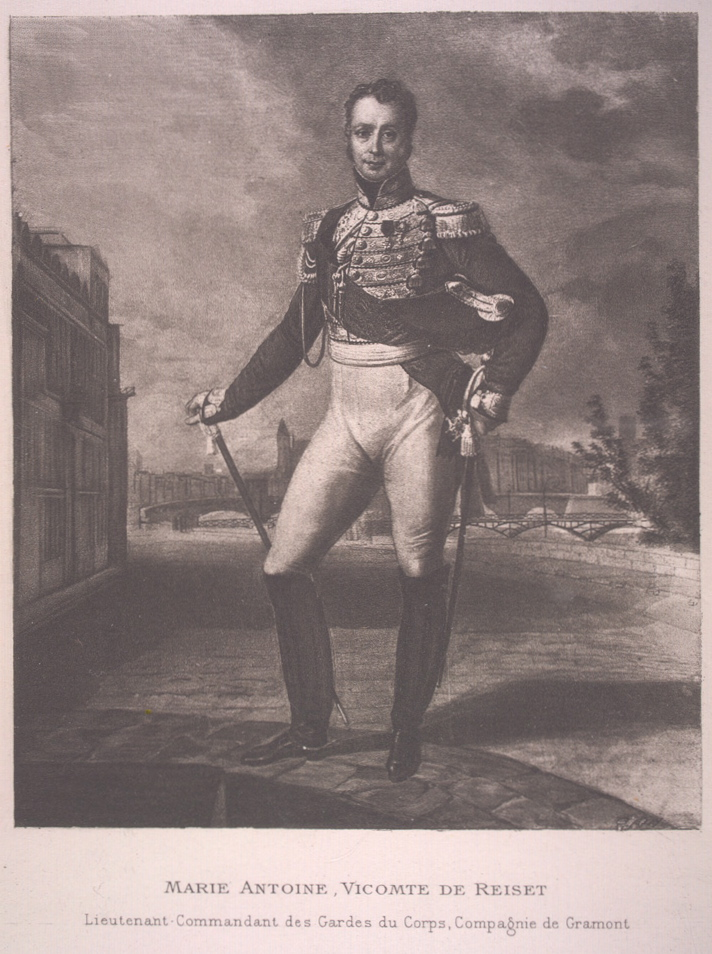
Portrait du vicomte Marie-Antoine de Reiset.
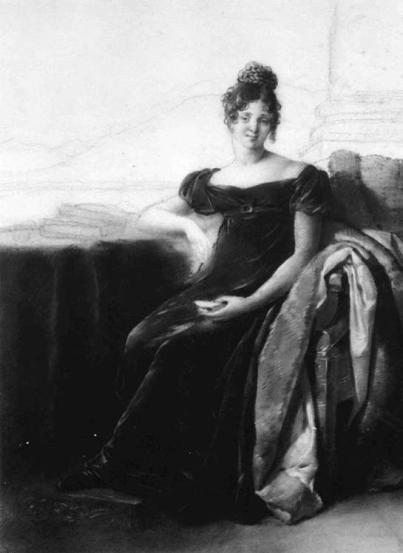
Portrait de Mme Reiset.
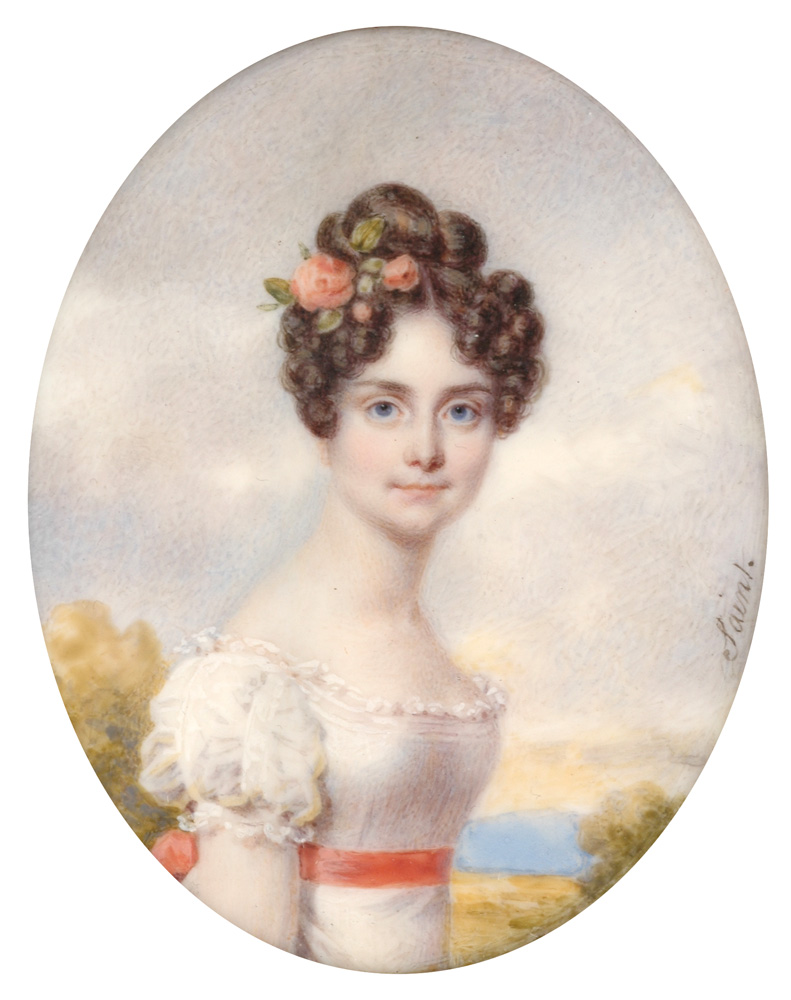
Portrait de Colette de Reiset, baronne de Beurnonville.
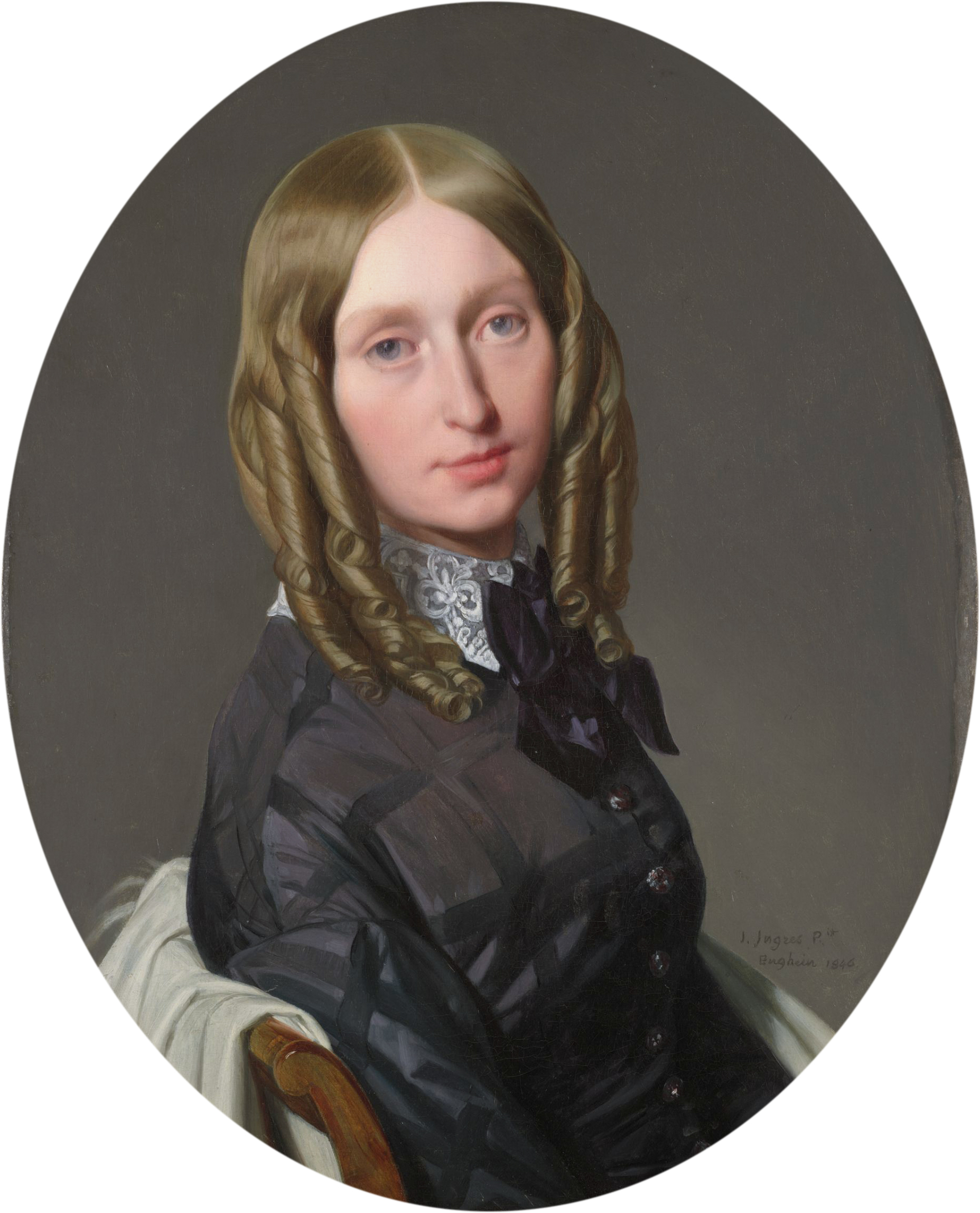
Portrait de Madame Frederic Reiset.
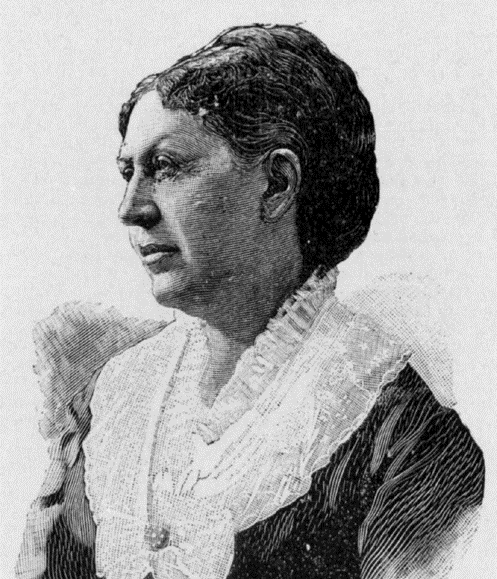
Portrait de Mme de Grandval, née Clémence de Reiset.
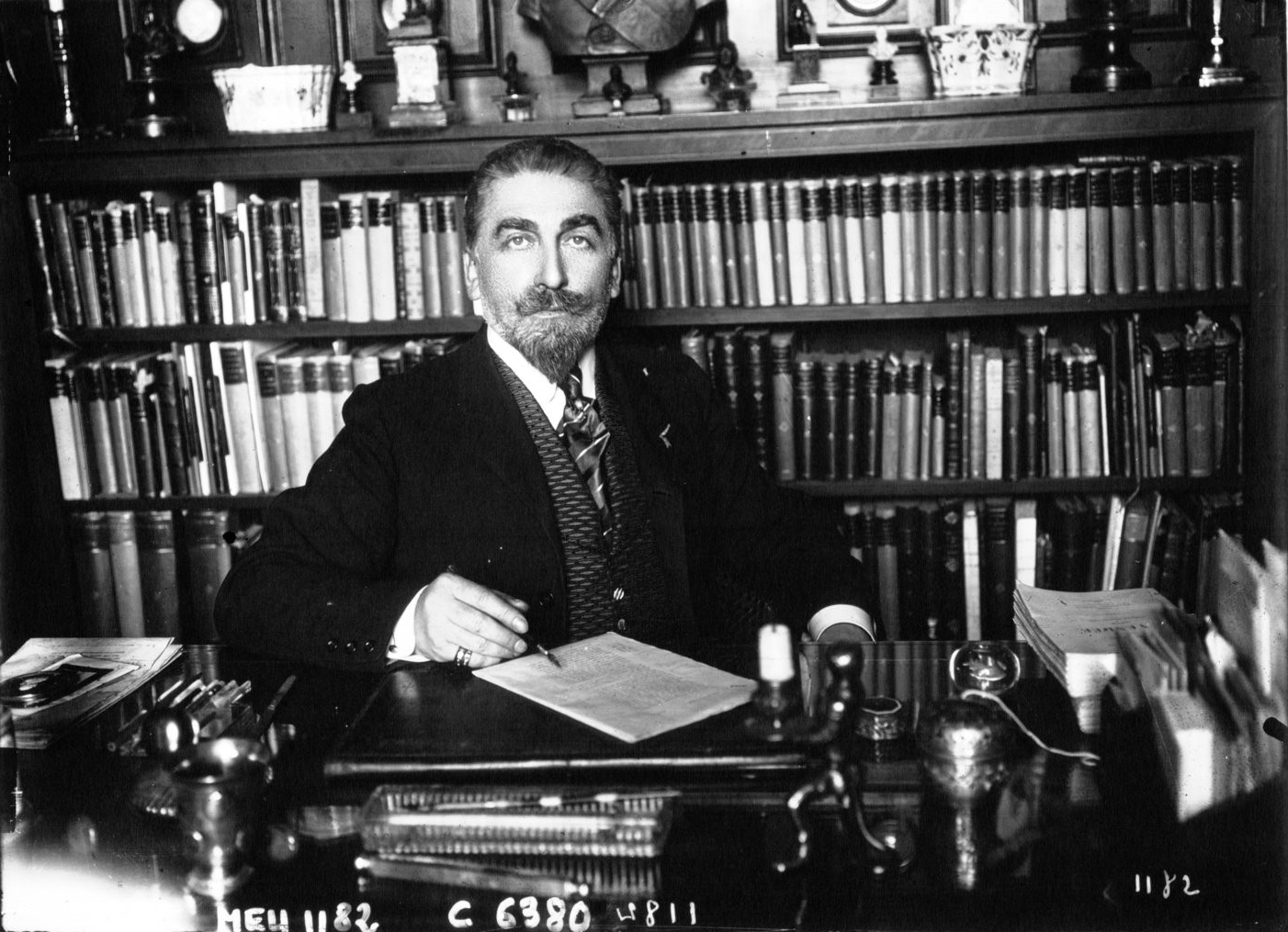
Photographie du vicomte Tony-Henri-Auguste de Reiset.

## Alliances
Les principales alliances de la familles sont : de Ségur-Lamoignon, d'Arjuzon, Le Bègue de Germiny, de Smet de Naeyer, Pigault de Beaupré, Vilfeu, de Cambourg, Martin de Beurnonville, de Beyerlé, Delhorme.

### Sources
- « Notice généalogique sur la famille de Reiset originaire de Lorraine établie en Bourgogne au commencement du XVe siècle, et en 1470, dans le Comté de Ferrette en Alsace », 1866
- « Souvenirs du vicomte de Reiset », 1899
- Famille de Reiset sur genea-bdf